# Rick C. West
Rick C. West (nacido el 3 de diciembre de 1951) es un aracnólogo canadiense y experto en la taxonomía de las tarántulas. West nació en Victoria, Columbia Británica. Ha estado interesado en las arañas desde la infancia y coleccionó su primera tarántula, Aphonopelma eutylenum, a la edad de 13 años. Trabajó principalmente como jefe de policía para una sociedad protectora de animales local, pero también participó en la recolección, cría y crianza. y fotografía de arañas terafósidas. West ha viajado a más de 27 países para documentarlas y estudiarlas en su entorno, ha sido presentador, presentador y coproductor de varios documentales sobre tarántulas y también ha descrito varios géneros y especies.

## Taxones de tetrafósidos descritos
Géneros
- Antikuna Kaderka, Ferretti, West, Lüddecke & Hüsser, 2021
- Chinchaysuyu Ferretti, Chaparro, Ochoa & West, 2023
- Crassicrus Reichling & West, 1996
- Psednocnemis West, Nunn & Hogg, 2012

Especies
- Antikuna urayrumi Ferretti, Kaderka & West, in Kaderka et al., 2021
- Antikuna valladaresi Ferretti, Kaderka & West, in Kaderka et al., 2021
- Bistriopelma kiwicha Nicoletta, Chaparro, Mamani, Ochoa, West & Ferretti, 2020
- Bistriopelma peyoi Nicoletta, Chaparro, Mamani, Ochoa, West & Ferretti, 2020
- Chaetopelma persianum Zamani & West, 2023
- Chinchaysuyu spinosa Ferretti, Chaparro, Ochoa & West, 2023
- Citharacanthus meermani Reichling & West, 2000
- Coremiocnemis hoggi West & Nunn, 2010
- Coremiocnemis kotacana West & Nunn, 2010
- Coremiocnemis obscura West & Nunn, 2010
- Crassicrus lamanai Reichling & West, 1996
- Cyclosternum palomeranum West, 2000
- Ephebopus cyanognathus West & Marshall, 2000
- Ephebopus foliatus West, Marshall, Fukushima & Bertani, 2008
- Ephebopus rufescens West & Marshall, 2000
- Hapalotremus apasanka Sherwood, Ferretti, Gabriel & West, 2021
- Hapalotremus carabaya Ferretti, Cavallo, Chaparro, Ríos-Tamayo, Seimon & West, 2018
- Hapalotremus chasqui Ferretti, Cavallo, Chaparro, Ríos-Tamayo, Seimon & West, 2018
- Hapalotremus chespiritoi Ferretti, Cavallo, Chaparro, Ríos-Tamayo, Seimon & West, 2018
- Hapalotremus hananqheswa Sherwood, Ferretti, Gabriel & West, 2021
- Hapalotremus kaderkai Sherwood, Ferretti, Gabriel & West, 2021
- Hapalotremus kuka Ferretti, Cavallo, Chaparro, Ríos-Tamayo, Seimon & West, 2018
- Hapalotremus marcapata Ferretti, Cavallo, Chaparro, Ríos-Tamayo, Seimon & West, 2018
- Hapalotremus perezmilesi Ferretti, Cavallo, Chaparro, Ríos-Tamayo, Seimon & West, 2018
- Hapalotremus vilcanota Ferretti, Cavallo, Chaparro, Ríos-Tamayo, Seimon & West, 2018
- Hapalotremus yuraqchanka Sherwood, Ferretti, Gabriel & West, 2021
- Ischnocolus vanandelae Montemor, West & Zamani, 2020
- Lyrognathus achilles West & Nunn, 2010
- Lyrognathus fuscus West & Nunn, 2010
- Lyrognathus giannisposatoi Nunn & West, 2013
- Lyrognathus lessunda West & Nunn, 2010
- Lyrognathus liewi West, 1991 (synonymous with Lyrognathus robustus Smith, 1988)
- Magnacarina aldana (West, 2000)
- Phlogiellus bogadeki Nunn, West & von Wirth, 2016
- Phlogiellus johnreylazoi Nunn, West & von Wirth, 2016
- Phlogiellus moniqueverdezae Nunn, West & von Wirth, 2016
- Phlogiellus pelidnus Nunn, West & von Wirth, 2016
- Psednocnemis brachyramosa (West & Nunn, 2010)
- Psednocnemis davidgohi West, Nunn & Hogg, 2012
- Psednocnemis gnathospina (West & Nunn, 2010)
- Psednocnemis jeremyhuffi (West & Nunn, 2010)
- Tmesiphantes intiyaykuy Nicoletta, Ferretti, Chaparro & West, 2022